# Katastrofa lotu ČSA 511
Katastrofa lotu ČSA 511 – katastrofa lotnicza, która wydarzyła się 28 marca 1961 roku w mieście Gräfenberg w Republice Federalnej Niemiec. W katastrofie samolotu Iljuszyn Ił-18, należącego do linii ČSA, zginęły 52 osoby (44 pasażerów i 8 członków załogi) – wszyscy na pokładzie.
Samolot odbywał lot do Afryki Zachodniej na trasie Praga - Zurych - Rabat – Dakar – Konakry – Bamako. O godzinie 19:41 maszyna wystartowała z lotniska w Pradze. Ił wzniósł się na wysokość 6000 metrów. O godzinie 20:09 samolot rozbił się na polu w mieście Gräfenberg, 22 kilometry od Norymbergi. Śmierć poniosły wszystkie osoby przebywające na pokładzie.
Za przyczynę katastrofy władze RFN uznały uszkodzenie kadłuba samolotu. Nie udało się ustalić, co spowodowało uszkodzenie. Władze Czechosłowacji oraz ZSRR nie przyjęły raportu końcowego i uznały, że samolot został zestrzelony przez wojsko RFN. Ostatecznie władze Czechosłowacji dwa i pół roku po katastrofie uznały raport na temat przyczyn wypadku.